# 룡지원역
룡지원역(龍池院驛)은 조선민주주의인민공화국 강원도 고산군에 위치한 강원선의 역이다.

## 연혁
- 1913년 8월 21일: 영업 개시[1]